# Gaflei
Gaflei é uma localidade rural que fica na municipalidade de Triesenberg no Liechtenstein, sendo o Centro Geográfico do pequeno principado.

## Referência
- Gaflei (FL) - Mountainbiking in Switzerland - description of Gaflei